# Liolaemus walkeri
Liolaemus walkeri је гмизавац из реда Squamata и фамилије Tropiduridae.

## Угроженост
Подаци о распрострањености ове врсте су недовољни.

## Распрострањење
Чиле и Перу су једина позната природна станишта врсте.

## Станиште
Врста Liolaemus walkeri има станиште на копну.